# HD 90853
HD 90853, также известная как  s Киля (s Car), — звезда в созвездии Киля.
s Киля — жёлто-белый яркий гигант спектрального класса F с видимым блеском +3.81. Он удалён от Земли на расстояние в 1040 световых лет. Невооружённым глазом звезда видна только при хороших условиях.